# Napad na Yarmouth
Napad na Yarmouth se je zgodil 5. decembra 1775 med ameriško revolucionarno vojno. V napadu so ameriški zasebniki iz Salema, Massachusetts napadli Yarmouth, Nova Škotska pri Cape Forchu, Nova Škotska. Zasebniki so nameravali ustaviti izvoz zalog iz Nove Škotske lojalistom v Bostonu.

## Ozadje
Med ameriško revolucijo so Američani redno napadali Novo Škotsko po kopnem in morju. Ameriški zasebniki so opustošili pomorsko gospodarstvo z napadi na številne obalne skupnosti, na primer številni napadi na Liverpool in na Annapolis Royal. Pet ladij, poslanih, da se pridružijo kapitanu Jeremiah O'Brienu v zalivu Fundy, je zapustilo Salem proti Novi Škotski. Škune so v zalivu Fundy osvojile štiri nagrade in tri poslale v Salem. Dve škuni sta odšli v Yarmouth. Na eni od teh šun je bil zapornik, vršilec dolžnosti guvernerja Phillips Callbeck, ki je bil ujet med napadom na Charlottetown (1775).

## Bitka
5. decembra 1775 ob 10.00 zjutraj sta se v Yarmouthu izkrcala dva ameriška zasebnika (po 80 mož) iz Salema, oba oborožena z osmimi ladijskimi topovi in 16 vrtljivimi puškami. Posadka je imela muškete, pištole in sablje. Premagali so lokalno milico in zaprli vse častnike. Prebivalci mesta so pod grožnjo smrti opazovali, kako zasebniki plenijo njihovo mesto. Posledično je 82 prebivalcev Yarmoutha podpisalo peticijo guvernerju Leggeu, naj se bodisi umakne v Halifax ali Novo Anglijo ali pa ostane nevtralen v konfliktu, kar je Richard Bulkeley hitro zavrnil.

## Posledice
Ameriški zasebniki so do konca vojne predstavljali grožnjo novoškotskim pristaniščem. Napadi so končali trgovinske odnose med Novo Škotsko in Novo Anglijo. Na primer, po neuspelem poskusu napada na Chester, Nova Škotska, so ameriški zasebniki ponovno napadli v napadu na Lunenburg leta 1782.